# براندون سوپی
براندون سوپی (انگلیسی: Brandon Soppy؛ زادهٔ ۲۱ فوریهٔ ۲۰۰۲) بازیکن فوتبال اهل فرانسه است.
از باشگاه‌هایی که در آن بازی کرده‌است می‌توان به باشگاه فوتبال رن اشاره کرد.
وی همچنین در تیم‌های ملی فوتبال زیر ۱۶ سال فرانسه، زیر ۱۷ سال فرانسه، و زیر ۱۸ سال فرانسه بازی کرده‌است.